# Hirtodrosophila alabamensis
Hirtodrosophila alabamensis är en tvåvingeart som först beskrevs av Sturtevant 1918.  Hirtodrosophila alabamensis ingår i släktet Hirtodrosophila och familjen daggflugor. Inga underarter finns listade i Catalogue of Life.